# Петсон и Финдус. Финдус переезжает
«Пе́тсон и Фи́ндус. Фи́ндус переезжа́ет» (нем. Pettersson und Findus — Findus zieht um); известен также как «Петсон и Финдус 3» — немецкий художественный фильм для детей 2018 года, снятый кинорежиссёром Али Самади Ахади по книгам шведского писателя Свена Нурдквиста о Петсоне и Финдусе («Петсон идет в поход» и «Финдус переезжает»). Фильм снят в смешанной технике игрового кино и трёхмерной анимации и стал заключительной частью кинотрилогии о приключениях героев.
Премьера в Германии состоялась 13 сентября 2018 года, в России фильм был показан во время Большого фестиваля мультфильмов в конце октября того же года.

## Сюжет
Финдус замечает, что он уже вырос и его маленькая кроватка больше не подходит ему. Петсон мастерит Финдусу новую кровать с пружинным матрасом. Финдус при любой возможности начинает прыгать на матрасе, в том числе рано утром, будя Петсона.
Тем временем Петсон сооружает удочку-лук и хочет испробовать её на рыбалке. Финдус, однако, замечает старую палатку Петсона и хочет вместо рыбалки пойти в поход с ночёвкой в палатке. Петсон не в восторге от этой идеи, так что Финдус решает пойти один. Однако за ним увязываются куры, из-за чего Финдус оставляет свою затею и идёт с Петсоном на рыбалку. Там уже сидит Густавссон с верным псом Хаппо. У него не клюёт, в Финдус тем временем ловит несколько окуней. На крючок новой удочки-лука попадается огромная щука и чуть не уносит Финдуса в озеро, но Петсону удаётся оттащить его. Дома, из-за того, что не удалось пойти в поход, Финдус решает спать в палатке во дворе дома. Петсон рад, потому что никто не будет на рассвете прыгать на матрасе. Тем не менее, ночные звуки и тени пугают Финдуса, так что ночью он возвращается в дом к Петсону.
Финдус просит Петсона построить ему маленький, но высокий домик для прыжков. Петсон переоборудует для этого старый деревянный туалет. Финдус обустраивает свой домик и решает, что будет жить там один. Он принимает гостей-кур. Петсону непривычно, что Финдус не с ним, он пытается смириться с мыслью, что котёнок уже вырос и стал самостоятельным. Однажды Финдус просит Петсона испечь блинчики, потому что к Финдусу придёт гость. Петсон печёт блинчики и, так и не узнав, что за гость ожидается, сам уходит в гости к Беде Андерссон. Финдус же, как оказалось, хотел позвать в гости Петсона, чтобы это стало для того сюрпризом. Разочарованный уходом Петсона, он берёт лук-удочку и идёт на ловлю огромной щуки. Петсону же не сидится у Беды, которая отпускает его. Поняв, что Финдус на озере, Петсон бежит туда. Огромная щука уже возит Финдуса по озеру, но в конце концов тому удаётся выбраться на берег к Петсону.
Вернувшись домой, Петсон и Финдус обнаруживают, что Беда накрыла во дворе стол. Вскоре к ним присоединяется Густавссон с Хаппо, а мюклы танцуют и поют песню «Мы — одна семья».

## В ролях
- Штефан Курт — Петсон
- Марианна Зёгебрехт — Беда Андерссон
- Макс Хербрехтер — Густавссон
- Роксана Самади — Финдус (голос)

## Критика
Некоторые критики отмечали, что «Финдус переезжает» стал лучшим фильмом трилогии, поскольку затрагивает темы, близкие как детской, так и взрослой аудитории: стремление Финдуса к самостоятельности и боязнь одиночества со стороны Петсона.